# Stalden (Muotathal)

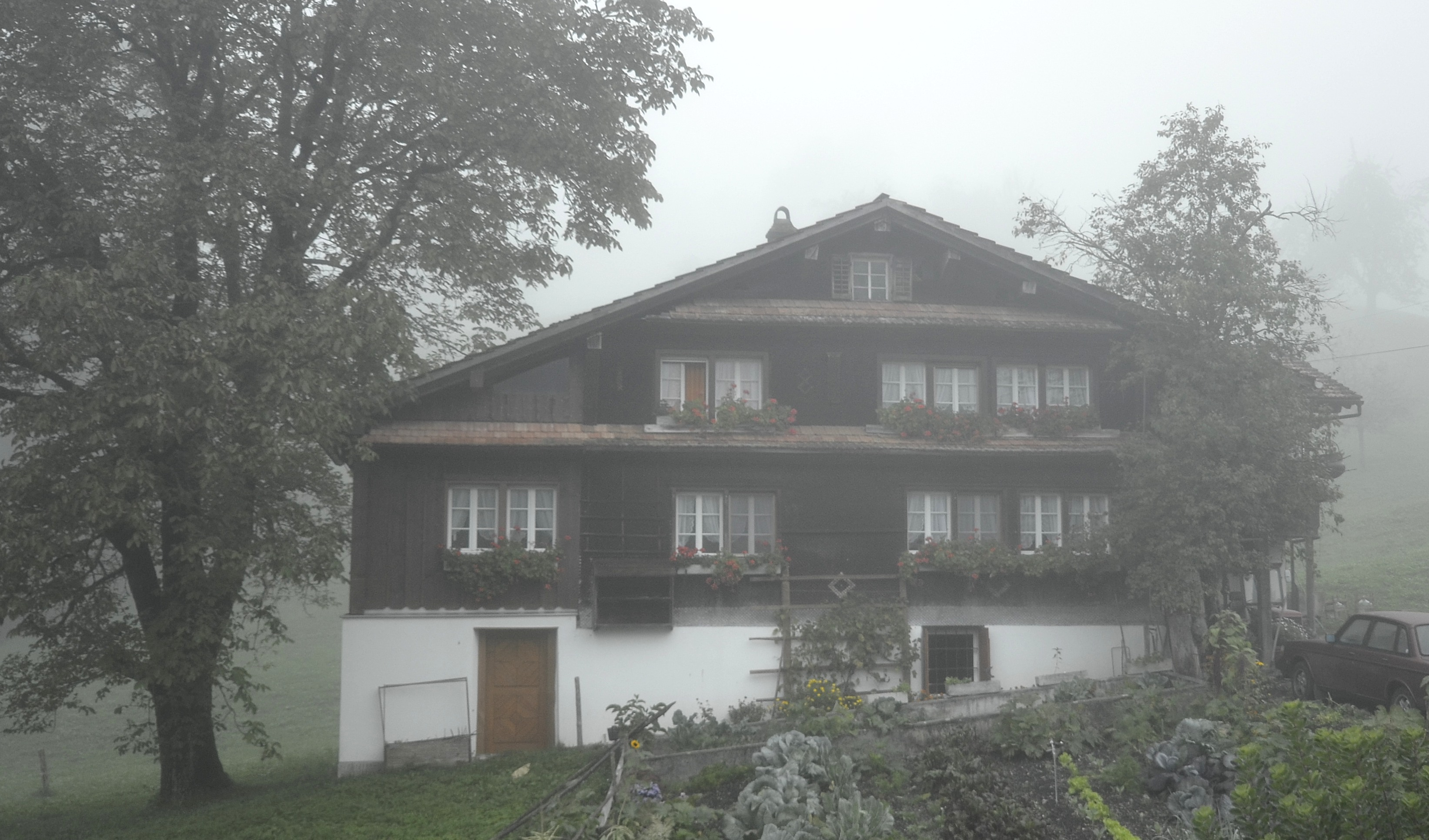
Denkmalgeschütztes Haus in Stalden (2013)

Stalden ist ein Weiler der Gemeinde Muotathal des Kantons Schwyz.
Stalden liegt östlich des Dorfes Muotathal, am unteren Ende des Starzlentals an der Pragelpassstrasse.
Der Eingang des Hölllochs befindet sich bei Stalden.